# Бен, Менахем
Менахем Бен (творческий псевдоним, настоящее имя — Менахем Браун, ивр. מנחם בן‎; 1948—2020) — журналист, поэт и литературный критик Израиля. Колумнист газеты «Маарив», неоднократно печатался и в других изданиях, издано несколько сборников его стихотворений. Лауреат Премии Бернштейна в категории «Литературная критика» (1998), дважды лауреат Премии премьер-министра по литературе (1989, 2016).

## Биография
Менахем Бен (Браун) родился 31 октября 1948 года в Дзержонюве, Польша, но уже через четыре месяца его семья иммигрировала в Израиль. Вырос в Рамат-Гане, прошёл службу в ЦАХАЛ (авиация), окончил факультет гуманитарных наук Тель-Авивского университета. Публиковаться в периодической прессе начал с 1966 года, в 1967 опубликован первый сборник стихотворений.
Скончался 13 марта 2020 года, похоронен на кладбище Баркана.